# ماريان ريفيرا
ماريان ريفيرا غارسيا (بالإسبانية: Marian Rivera Gracia)‏ وهي ممثلة وعارضة أزياء إسبانية المولد فلبينية الجنسية ولدت في يوم 12 أغسطس 1984 في مدينة مدريد عاصمة إسبانيا، مثلت في مسلسل ماريمار كما مثلت في مسلسلات وأفلام أُخرى وفي إستطلاع رأي في الفلبين تم اختيارها كأكثر النساء إثارة في الفلبين.

## روابط خارجية
- ماريان ريفيرا على موقع IMDb (الإنجليزية)
- ماريان ريفيرا على موقع قاعدة بيانات الفيلم (الإنجليزية)